# Saint-Michel-de-Montaigne
Saint-Michel-de-Montaigne – miejscowość i gmina we Francji, w regionie Nowa Akwitania, w departamencie Dordogne.
Według danych na rok 1990 gminę zamieszkiwały 292 osoby, a gęstość zaludnienia wynosiła 32 osób/km² (wśród 2290 gmin Akwitanii Saint-Michel-de-Montaigne plasuje się na 888. miejscu pod względem liczby ludności, natomiast pod względem powierzchni na miejscu 1126.).